# Azatioprina
L'azatioprina è un principio attivo specificamente indicato per il trattamento di varie malattie autoimmuni. Esso ha sia azione antinfiammatoria sia immunosoppressiva.
Dal punto di vista farmacodinamico, l'azatioprina è un antimetabolita purinico con spiccati effetti soppressivi sui linfociti stimolati dall'antigene e quindi per l'azione di questo stimolo attivamente proliferanti. È attiva in generale su tutti i tipi cellulari dei linfociti che hanno un elevato indice mitotico, ossia un ritmo rapido di divisione cellulare tramite frequenti eventi di mitosi.

## Usi clinici
È indicata in combinazione ad altri agenti immunosoppressivi (ad esempio in associazione a ciclosporina o prednisone) per la profilassi del rigetto di trapianti d'organo (come nel trapianto di rene, fegato, cuore, polmone o pancreas) e nella terapia della graft-versus-host disease (malattia del trapianto contro l'ospite).
Azatioprina viene utilizzata sia da sola, sia in combinazione con steroidi oppure altri farmaci e procedure nella terapia di forme gravi o resistenti ai cortisonici delle seguenti patologie:
- artrite reumatoide[10]
- sclerosi multipla[11]
- dermatite cronica attinica[12]
- sindrome di Behçet[13]
- sindrome di Sjögren[14][15][16][17]
- sclerodermia[18][19][20][21]
- sarcoidosi[22][23][24][25][26]
- pemfigo volgare[27][28][29][30][31]
- psoriasi[32][33][34][35]
- malattia di Crohn[36][37][38][39]
- colite ulcerosa[37][38]
- lupus eritematoso sistemico[40][41][42][43][44]
- epatite autoimmune[45][46][47][48]
- pancreatite autoimmune[49]
- alopecia areata[50]
- anemia emolitica autoimmune[51][52][53][54] refrattaria ad anticorpi caldi
- porpora trombocitopenica[55][56][57][58] cronica idiopatica refrattaria
- eritema multiforme[59][60][61]
- polmonite interstiziale non specifica (NSIP)
- miastenia gravis[62]

## Controindicazioni
Il farmaco è controindicato nei soggetti con ipersensibilità nota al principio attivo, alla 6-mercaptopurina (un metabolita dell'azatioprina) oppure a uno qualsiasi degli eccipienti.
È inoltre controindicata in caso di infezioni gravi, nei soggetti con grave compromissione della funzionalità epatica, o del midollo osseo, nei soggetti recentemente sottoposti a vaccinazione con un qualsiasi vaccino vivo, in particolare BCG (bacillo di Calmette-Guérin), vaccino del vaiolo, vaccino della febbre gialla, in gravidanza e nelle donne che allattano al seno.

## Effetti collaterali e indesiderati
Gli effetti collaterali più comuni legati all'uso di azatioprina sono:
- leucopenia, anemia e trombocitopenia (tossicità midollare);
- pancreatite acuta;
- aumentata suscettibilità alle infezioni;
- cefalea;
- diarrea, nausea, vomito;
- tossicità gastrointestinale;
- aumento delle transaminasi per tossicità epatica: dopo la somministrazione va controllata per mesi la funzionalità epatica;
- dolori muscolari, febbre, anoressia;
- aumentata incidenza di neoplasie con l'uso prolungato (gruppo 1 IARC).[70]

La depressione del midollo osseo è dose correlata e si può manifestare con leucopenia o, meno spesso, trombocitopenia o anemia macrocitica e anche l'anemia megaloblastica.
Azatioprina è anche associata con lo sviluppo di danni epatici. Raramente ma potenzialmente fatale si sono verificati casi di malattia epatica veno-occlusiva.
Altri effetti collaterali associati all'uso di azatioprina comprendono: disturbi gastrointestinali, alopecia reversibile e sintomi quali eruzioni cutanee, dolori muscolari e articolari, febbre, brividi, polmonite, pancreatite, tachicardia, disfunzione renale e ipotensione, alcuni di questi o tutti possono essere presenti nei casi di reazioni di ipersensibilità. Le soluzioni iniettive sono irritanti.

### Manipolazione del farmaco
L'azatioprina è un farmaco potenzialmente mutageno e cancerogeno. La sua manipolazione richiede adeguate precauzioni, in particolare se chi manipola è o potrebbe essere in stato di gravidanza. Nel caso le compresse rivestite di azatioprina dovessero essere divise a metà (ad esempio in caso di sospensione graduale del farmaco) evitare il contatto della pelle con la polvere o con l'area di rottura.

## Dosi terapeutiche
Le compresse di azatioprina debbono essere assunte durante i pasti con almeno 200 mL (un bicchiere) di liquido .
- Prevenzione per il rigetto a seguito di trapianto di organo e conseguente graft versus host disease associata a trasfusione: il dosaggio giornaliero, somministrabile dal primo giorno di terapia, può essere fino a 5 mg/kg di peso corporeo. In seguito si osservano le condizioni della persona per determinare la dose di mantenimento, in genere compresa tra 1 e 4 mg/kg/die. Il dosaggio di mantenimento va modificato in particolare sulla base delle condizioni cliniche e della tolleranza ematologica.
- Altre condizioni (malattia di Crohn, colite ulcerosa, epatite cronica): la dose iniziale varia tra 1 e 3 mg/kg/die e può essere modificata in base alla risposta individuale e alla tolleranza ematologica. Spesso la risposta clinica può non evidenziarsi per molte settimane.

Nel momento in cui si evidenzia deve essere presa in considerazione la possibilità di ridurre il dosaggio di mantenimento alla dose minima efficace.
Se invece non si registra miglioramento clinico entro 3-6 mesi, è necessario prendere in considerazione la sospensione della terapia.
Come già accennato in talune condizioni possono essere necessarie settimane o mesi prima di osservare l'effetto terapeutico dell'azatioprina. Il trattamento può comunque essere continuato per periodi prolungati, sempre che il paziente sia in grado di tollerarlo. Nella artrite reumatoide e in alcune malattie ematologiche il trattamento può essere sospeso dopo un certo periodo senza particolari problemi. L'interruzione della terapia deve sempre avvenire in modo molto graduale e sotto attento monitoraggio.

## Interazioni
- Allopurinolo, oxipurinolo, tiopurinolo: questi farmaci hanno un'azione di inibizione sul metabolismo dell'azatioprina, determinano il blocco dell'enzima xantinaossidasi. In caso di cosomministrazione è necessario ridurre il dosaggio dell'azatioprina del 75% (si deve quindi ridurre la dose di quest'ultima a un quarto di quella normalmente raccomandata).
- Succinilcolina, tubocurarina, pancuronio: la contemporanea somministrazione dell'azatioprina con questi farmaci richiede cautela. I miorilassanti non depolarizzanti sono farmaci che bloccano la trasmissione neuromuscolare e pertanto trovano impiego in anestesia per l'esecuzione di interventi chirurgici. Azatioprina potenzia il blocco neuromuscolare prodotto da queste molecole.
- Anticoagulanti cumarinici: nei pazienti in terapia con anticoagulanti cumarinici, la somministrazione di azatioprina richiede cautela e un attento monitoraggio della coagulabilità del sangue.
- Vaccini inattivi, tossoidi: nei soggetti in trattamento con azatioprina la somministrazione di vaccini inattivati o tossoidi, richiede un attento controllo della risposta immunitaria mediante la determinazione del titolo degli anticorpi. Ci si deve infatti attendere una risposta anticorpale.

## Sovradosaggio
In caso di sovradosaggio è molto probabile la comparsa di soppressione midollare, che raggiunge in picco fra il 9º e il 19º giorno dall'assunzione. Ulcerazione della gola, febbre e infezioni rappresentano i principali segni di soppressione midollare.
È inoltre possibile che si verifichino ematomi, sanguinamento e astenia marcata. In genere a partire dal 12º giorno dopo il sovradosaggio si registrano i primi miglioramenti.
Sfortunatamente non esiste un antidoto specifico per l'azatioprina. Il monitoraggio dei parametri ematologici e della funzionalità epatica deve essere eseguito fino al ripristino di valori normali. Azatioprina è dializzabile.

## Gravidanza e allattamento
Azatioprina non deve essere utilizzata nelle donne gravide senza un'accurata valutazione del rapporto rischi-benefici. È quindi opportuno adottare, durante la terapia con azatioprina, valide misure di contraccezione, da proseguire fino a 12 settimane dopo l'interruzione della cura. Nelle pazienti che assumono azatioprina sarebbe opportuno non usare dispositivi intrauterini. Il rischio infatti di infezioni in sede, causata dalla presenza del dispositivo, può risultare decisamente elevato a causa della terapia immunosoppressiva in atto.
Le donne in gravidanza che assumono azatioprina devono essere attentamente monitorate per gli effetti indesiderati del farmaco sul sangue e, in caso di comparsa di riduzione dei globuli bianchi (leucopenia), si deve provvedere a una riduzione della posologia dell'azatioprina. Basse concentrazioni di azatioprina e dei suoi metaboliti sono state osservate nel liquido amniotico e nel sangue fetale.
Nei neonati esposti all'azatioprina in gravidanza sono stati riportati piastrinopenia e leucopenia.
La somministrazione di azatioprina in associazione a prednisone e prednisolone durante la gestazione è stata associata a una temporanea diminuzione della funzione immunitaria, a ritardo della crescita intrauterina e a parto prematuro.
Le conseguenze a lungo termine dell'esposizione in utero all'azatioprina non sono note, ma molti bambini esposti al farmaco durante la gravidanza hanno raggiunto l'età di 10 anni senza alcun problema clinico segnalato.
Le donne in terapia con azatioprina non devono allattare al seno. La 6-mercaptopurina, il metabolita attivo dell'azatioprina, è stata identificata nel colostro (la secrezione giallo sierosa che sostituisce il latte materno nei primi giorni dopo il parto) e nel latte di donne in trattamento con il farmaco.

## Avvertenze
Pazienti con deficit dell'enzima tiopurina S-metiltransferasi (TPMT): l'enzima TPMT è essenziale per il metabolismo dell'azatioprina e di altri due farmaci, la 6-mercaptopurina e la 6-tioguanina (farmaci tiopurinici antitumorali). In caso di bassa o assente attività dell'enzima TPMT l'azatioprina non viene metabolizzata completamente e questo può indurre un aumento della sua tossicità midollare (riduzione dei globuli bianchi e delle piastrine, anemia).
L'attività in vivo dell'enzima TPMT è caratterizzata da una variabilità interindividuale e interetnica causata principalmente da polimorfismo genetico del gene che codifica l'enzima TPMT, per cui possono essere distinti individui con attività enzimatica rapida, intermedia e lenta. La conseguenza di questa variabilità è che i pazienti sottoposti al trattamento con queste sostanze variano di molto nella loro capacità di metabolizzare i farmaci a base di tiopurina, fra cui l'azatioprina, andando incontro a un eccesso di effetti collaterali (metabolizzatori lenti) o a una minore efficacia terapeutica (metabolizzatori rapidi).
Alcuni farmaci inoltre possono influenzare l'attività enzimatica di TPMT, fra questi ci sono i derivati aminosalicilici, compresa la sulfasalazina. Quando l'azatioprina è somministrata a pazienti in terapia con sulfasalazina, mesalazina o olsalazina potrebbe verificarsi un aumento della tossicità del farmaco immunomodulante per inibizione del suo metabolismo, mediato dall'enzima TPMT.
Prima di iniziare la cura con azatioprina sarebbe auspicabile individuare a quale categoria di “metabolizzatori TMPT” appartenga il paziente per individuare un possibile deficit di TPMT. Il rischio è maggiore per la mutazione omozigote, minore per l'eterozigote (una mutazione è omozigote quando interessa entrambi gli alleli del gene che codifica per l'enzima; è eterozigote quando interessa uno solo dei due alleli).